# التهاب البطين
التهاب البطين هو التهاب البطينين في الدماغ. البطينان مسؤولان عن احتواء وتدوير السائل الدماغي الشوكي في جميع أنحاء الدماغ، يحدث التهاب البطينين بسبب عدوى البطينين، مما يؤدي إلى التورم والالتهاب. وينتشر هذا بشكل خاص في المرضى الذين يعانون من تصريف البطين الخارجي والدعامات داخل البطين. يمكن أن يسبب التهاب البطين مجموعة متنوعة من الأعراض قصيرة المدى والآثار الجانبية طويلة المدى التي تتراوح من الصداع والدوخة إلى فقدان الوعي والموت إذا لم يتم علاجها مبكرًا، يتم علاجها بمزيج مناسب من المضادات الحيوية لتخليص المريض من العدوى الكامنة. يركز الكثير من الأبحاث الحالية المتعلقة بالتهاب البطين بشكل خاص على تحديد المرض وأسبابه، هذا سيسمح لمزيد من التقدم في الموضوع. هناك أيضًا الكثير من الاهتمام بالعلاجات الممكنة وطرق الوقاية للمساعدة في جعل هذا المرض أقل انتشارًا وخطورة.

## علامات وأعراض
| مبكر                                | متقدمة               | شديد                   |
| ----------------------------------- | -------------------- | ---------------------- |
| الصداع                              | استفراغ وغثيان       | استسقاء الرأس          |
| آلام الرقبة / الجزء العلوي من الظهر | دوار                 | خراج الدماغ            |
| الضغط القحفي المؤلم                 | كلام غير واضح        | فقدان مؤقت للوعي       |
| دوخة                                | عدم الاستقرار العقلي | اختلال الوظيفة العقلية |
| الالتباس                            | صرامة                | الموت                  |

هناك قدر كبير من التنوع في الأعراض المرتبطة بالتهاب البطين. تختلف الأعراض بناءً على عدد من العوامل المختلفة بما في ذلك شدة الالتهاب والسبب الأساسي والمريض الفردي.
غالبًا ما يصاب المرضى بالصداع والضغط القحفي المؤلم وآلام الرقبة في وقت مبكر من تطور المرض، من المعروف أن المرضى الذين يعانون من عدوى أكثر تقدمًا يشكون من العديد من الآثار العصبية مثل الدوخة والدوار والارتباك والغموض في الكلام، يمكن أن تؤدي الحالات المتقدمة جدًا إلى عدم الاستقرار العقلي والغثيان والقيء والصرامة وفقدان الوعي المؤقت، يعاني العديد من مرضى التهاب البطين أيضًا من درجة ما من استسقاء الرأس، وهو تراكم السائل الدماغي الشوكي بسبب عدم قدرة البطينين على إعادة امتصاص السائل وتداوله بشكل صحيح. خراج الدماغ هو اضطراب شائع آخر ناتج عن الالتهاب، إذا تُرك دون علاج، يمكن أن يؤدي التهاب البطين إلى تثبيط خطير للوظيفة العقلية وحتى الموت.
تختلف الأعراض اختلافًا كبيرًا، جزئيًا، بسبب السبب الأساسي أو الذي يسبب العدوى. في حين أن الالتهاب يمكن أن يسبب عددًا من الآثار مثل تلك المذكورة سابقًا، يمكن أن تسبب العدوى الأساسية أعراضًا أخرى لا تتعلق بالضرورة بالتهاب البطين نفسه. أحد التحديات التي يواجهها الأطباء في تشخيص التهاب البطين هو التمييز بين الأعراض الإرشادية، على الرغم من التنوع الكبير للعروض المحتملة للمرض. يتم التركيز بشكل كبير على البحث في طرق أفضل وأسرع لتشخيص التهاب البطين دون التأخير المتأصل في الاختبارات الميكروبيولوجية للسائل النخاعي.
كما أن تطور المرض يعتمد إلى حد كبير على طبيعة الحالة المحددة. اعتمادًا على العدوى الكامنة، وطريقة دخولها إلى الدماغ، ونوع العلاج وتوقيته، قد تنتشر العدوى أو تنسحب بناءً على أشهر أو أيام.
التهاب البطين حالة خطيرة جدًا ويجب معالجتها مبكرًا لضمان أقل قدر ممكن من الضرر الدائم.

## سبب
يحدث التهاب البطين بسبب عدوى البطينين، مما يؤدي إلى استجابة مناعية في البطانة، مما يؤدي بدوره إلى الالتهاب. إن التهاب البطين، في الحقيقة، من مضاعفات العدوى الأولية أو الشذوذ. يمكن أن تأتي العدوى الكامنة في شكل عدد من البكتيريا أو الفيروسات المختلفة. يبدو أن البيانات تشير إلى المكورات العنقودية باعتبارها السبب البكتيري الرائد للعدوى مما يؤدي إلى وجود التهاب البطين في حوالي 90% من الحالات، ولكن بشكل عام، ما يثير القلق أكثر هو الطريقة التي دخلت بها البطينات. الدماغ في حالته الطبيعية محمي للغاية من العدوى، يعمل الحاجز الدموي الدماغي على منع مسببات الأمراض من دخول المناطق الحساسة من الدماغ. ومع ذلك، عندما يتم تجاوز هذه الدفاعات الطبيعية في محيط المستشفى، يتعرض الدماغ فجأة لمجموعة من البكتيريا والفيروسات الضارة المحتملة.
يعتبر المرضى الذين خضعوا لجراحة أو إجراءات جراحية في الدماغ الأكثر تعرضًا لخطر الإصابة بالتهاب البطين. تم دراسة إجراءين، على وجه الخصوص، على نطاق واسع بسبب ارتفاع معدل انقباض التهاب البطين بعد العملية. تتكون المجموعة الأولى من المرضى الذين تم زرع نزيف خارج البطين للسماح للأطباء بتقليل الضغط داخل الجمجمة. تختلف المدة التي يتم فيها زرع البالوعة حسب الضرورة، ومع ذلك، فكلما طال التصريف، زادت احتمالية حدوث العدوى. تتكون المجموعة الثانية من المرضى الذين لديهم دعامة داخل الجمجمة مزروعة. كلا المجموعتين من المرضى لديهم معدل أعلى بكثير من التهاب البطين من عامة الناس، على الرغم من وجود القليل من الأدلة الداعمة بسبب عدم تعريف التهاب البطين بأنه تشخيص خاطئ متكرر. ما يقرب من 25 % من المرضى الذين يعانون من استنزاف البطين الخارجي يعانون من التهاب السحايا أو التهاب البطين.

## تشخيص
يتم تشخيص التهاب البطين بشكل شائع باستخدام مجموعة متنوعة من الاختبارات أو الإجراءات. عندما يشك الطبيب في أن المريض مصاب بالتهاب البطين، فإن الخطوة الأولى هي عادةً التأكد من وجود الالتهاب باستخدام التصوير المقطعي المحوسب (CT) أو تقنية التصوير بالرنين المغناطيسي (MRI) «لالتقاط صورة» للدماغ. تسمح الفحوصات للأطباء بالتحقق من «الحطام والصديد داخل البطيني، وشدة الإشارة غير المحيطة بالبطين وشبه الباطنية، وتعزيز بطانة البطين»، وكل ذلك يشير إلى احتمال التهاب البطين. تم الإبلاغ عن التصوير بالرنين المغناطيسي بأنها فعالة وحساسة للغاية في الكشف عن هذه المؤشرات، حتى من مرحلة مبكرة.
بعد تحديد ما إذا كان المريض يظهر علامات التهاب البطين، قد يختار الطبيب متابعة تشخيص أكثر تحديدًا ومفيدًا للعثور على سبب التهاب البطين. يتم ذلك عن طريق الحصول على عينة من السائل الدماغي الشوكي، غالبًا عبر إجراء يسمى البزل القطني أو الصنبور الفقري. بالنسبة للمرضى الذين يعانون من استنزاف بطيني خارجي مزروع، يمكن جمع السائل الدماغي الشوكي من خرج المصرف. بعد الحصول على عينة من السوائل، سيتم إجراء بطارية من الاختبارات التي تحتوي على تلطيخ الغرام لتحديد أي عامل ممرض أو عامل عدوى. سيحدد الاختبار أيضًا أي مقاومة قد يكون لدى الممرض للمضادات الحيوية. من خلال تحديد السبب الفيروسي أو الجرثومي لالتهاب البطين، يكون الأطباء أكثر قدرة على علاج الالتهاب والعدوى بشكل فعال. هذا الإجراء فعال إلى حد ما، ولكن نادرًا ما يكون قادرًا على عزل الكائنات اللاهوائية التي قد تسبب الالتهاب، مما يسبب سببًا لمزيد من البحث والتطوير الإجرائي.
من المهم أن نلاحظ أنه على الرغم من ظهور أعراض مشابهة في كثير من الأحيان في نفس الوقت، فإن التهاب السحايا والتهاب البطين هما مرضان مختلفان، لذلك يجب أن يكون الأطباء قادرين على التمييز بين الاثنين. التهاب السحايا هو التهاب البطانة الواقية للجهاز العصبي المركزي، ويسمى السحايا. بسبب الأمراض المتشابهة والسبب في نوعي الالتهاب، يصعب التمييز بينهما باستخدام الاختبارات الكيميائية، ولكنهما يظهران تأثيرات بصرية مختلفة جدًا في كل من التصوير بالرنين المغناطيسي والتصوير المقطعي، وبالتالي استخدامها كإثبات على صحة المريض، في الواقع مصابًا بالتهاب البطين وليس بحالة أخرى، ولكن بحالة مماثلة بشكل خادع مثل التهاب السحايا.

## علاج
علاج التهاب البطين أمر بالغ الأهمية، إذا تُرك دون علاج، فقد يؤدي إلى تلف شديد في الدماغ وحتى الموت في بعض الحالات. في الوقت الحالي، تتضمن العلاجات الوحيدة المستخدمة بشكل شائع لالتهاب البطين نظام مضاد حيوي يستهدف العدوى الكامنة المسببة للالتهاب. عادة، سيطلب الطبيب وضع المريض على مضادات حيوية واسعة النطاق من أجل إدارة الأعراض والسيطرة على العدوى أثناء تحليل عينات السائل النخاعي. عندما يتم العثور على سبب جرثومي أو فيروسي محدد، سيغير الطبيب العلاج وفقًا لذلك. هناك بعض الجدل حول المضادات الحيوية الأكثر فعالية وأفضل الطرق لإدخال الأدوية (على سبيل المثال عن طريق الوريد أو الفم، وما إلى ذلك)، ولكن من المتفق عليه أن فعالية الدواء محدودة بسبب صعوبة عدم السماح للأدوية بالدخول السائل الدماغي الشوكي. إذا وصل الضغط داخل الجمجمة إلى مستويات غير آمنة، فقد يحتاج المريض إلى تصريف السائل الدماغي الشوكي. تُعد المصارف البطينية الخارجية المزروعة إحدى الطرق الأكثر شيوعًا لإدارة الضغط داخل الجمجمة ومراقبته، ولكن هناك العديد من المخاطر التي تنطوي عليها مثل هذه الإجراءات الغازية، بما في ذلك خطر الإصابة بعدوى أخرى.
هناك قدر كبير من الأبحاث التي تركز على الوقاية من التهاب البطين. من الأهمية بمكان أن يتم تنفيذ أي إجراء ينطوي على فضح الدماغ بأقصى درجات الرعاية، حيث أن العدوى في الدماغ خطيرة للغاية وربما مميتة. عندما يخضع المرضى لمثل هذه الإجراءات، غالبًا ما تتم مراقبتهم عن كثب على مدار الأيام القليلة القادمة للتأكد من عدم وجود إصابات وأي حالة من الصداع الصغير يتم التعامل معها بجدية شديدة. من الضروري أيضًا مراقبة الضغط داخل الجمجمة للمرضى في كثير من الأحيان بما يكفي لمراقبة التغيرات الكبيرة التي يمكن أن تشير إلى وجود والعدوى وما يتبع ذلك من التهاب البطين. من المهم عدم قياس الضغط كثيرًا؛ لأنه قد يؤدي في الواقع إلى الإصابة.

## بحث حالي
بسبب التعريف الضعيف لحالة التهاب البطين، لا يزال هناك الكثير غير معروف عن هذه الحالة الخطيرة. في حين تم بحث حالات أخرى مماثلة، مثل التهاب السحايا أو التهاب الدماغ، بشكل شامل، فإن التهاب البطين هو مجموعة فضفاضة للغاية من الحالات التي تتميز بحقيقة أن بطانة البطينين ملتهبة. نظرًا لعدم قبول تعريف قوي عبر المجتمع الطبي، كان البحث في هذا الموضوع بطيئًا في التقدم. ومع ذلك، فقد تركزت معظم الأبحاث الشائعة حول التهاب البطين على النقاط الرئيسية للسببية والمعلومات الديموغرافية وفعالية العلاجات وطرق الوقاية.

### التسبب بالشيء
أحد المجالات الرئيسية للبحث عن التهاب البطين هو اكتشاف وتحديد أسبابه بالضبط. هناك العديد من الالتهابات البكتيرية والفيروسية التي يمكن أن تسبب التهاب البطينين، لكن الباحثين يحاولون تحديد أكثر مسببات الأمراض شيوعًا، ومستويات الخطورة المرتبطة بالعمليات والإجراءات الطبية المختلفة، ولماذا تختلف الأعراض كثيرًا في الحالة على أساس كل حالة على حدة. الإجابة على هذه الأسئلة ستسمح للأطباء ليس فقط بفهم التهاب البطين بشكل أفضل، ولكن أيضًا علاجها والوقاية منها بشكل أفضل.

### تركيبة سكانية
حاليا، هناك القليل من الفهم حول من هم أكثر عرضة للإصابة بالتهاب البطين، بخلاف أولئك الذين خضعوا لجراحة الأعصاب أو الإجراءات التي تنطوي على التعرض للدماغ. حتى ذلك الحين، لا يمكن للممارسات السريرية الحالية التنبؤ بالمرضى الذين سيصابون. من أجل التنبؤ بالمجموعات السكانية التي يجب التركيز عليها، يجب على الباحثين جمع المزيد من معلومات الحالة حول من تم تشخيصه بالتهاب البطين وكيفية ظهوره. في الجوهر، يجب على المجتمع الطبي تجميع بيانات أكبر عدد ممكن من التفاصيل من كل حالة بحيث يمكن استخلاص استنتاجات أكثر عمومية.

### علاج ووقاية
لا يُعرف إلا القليل حاليًا عن كيفية تعريف التهاب البطين وتلك التي تؤثر عليه والتي لا يمكن معرفة الكثير عنها حول طرق الوقاية. في حين أن العلاج قياسي إلى حد ما لأي عدوى إلى حد ما، فإن الوقاية أمر مختلف. إحدى النظريات الشائعة هي استخدام المضادات الحيوية الوقائية، التي تدار أثناء إدخال المصارف الخارجية البطينية أو الدعامات البطينية على أمل منع العدوى. كانت نتائج هذه الدراسات غير حاسمة إلى حد ما بسبب عدم وجود بروتوكول موحد، مما يدل على عدم وجود فائدة كبيرة لاستخدام المضادات الحيوية كإجراء وقائي.